# Panorpa qinlingensis
Panorpa qinlingensis är en näbbsländeart som beskrevs av Chou, Ran in Chou, Ran och Wang 1981. Panorpa qinlingensis ingår i släktet Panorpa och familjen skorpionsländor. Inga underarter finns listade i Catalogue of Life.